# Polytrichum wilsonii
Polytrichum wilsonii là một loài rêu trong họ Polytrichaceae. Loài này được Kindb. mô tả khoa học đầu tiên năm 1888.
Danh pháp khoa học của loài này chưa được làm sáng tỏ. 